# Casanegra
Casanegra es una película de Argentina filmada en colores dirigida por Carlos Lozano Dana sobre su propio guion que se estrenó el 18 de octubre de 2000 en el Complejo Tita Merello y que tuvo como actores principales a Rubén Stella, Onofre Lovero, Olga Vilmar, Luis Agustoni y Dora Baret.

## Sinopsis
Un famoso escritor de cuentos policiales queda ciego y se ve envuelto en un plan organizado por su amante y el jardinero de la casa.

## Reparto
- Rubén Stella
- Lucas Lamarca
- Mónica Greco
- Onofre Lovero
- Olga Vilmar
- Luis Agustoni
- Dora Baret
- Roxana Randon
- Liliana Weimer
- Héctor Vilches

## Comentarios
Adolfo C. Martínez en La Nación opinó:

«Hace agua por los cuatro costados hasta llegar a un final feliz tan risible como convencional.»

Clarín dijo:

« Toda la acción pasa a desarrollarse dentro de un caserón, gira en torno a los mecanismos que mueven la ficción y la pasión y está aderezada con atrevidos toques de tensión sexual. Muy lo normal: sexo, codicia, íntriga, muerte y un final "con sorpresa"….Casanegra es una película, por así decirlo, jactanciosa;…A través de ciclos televisivos como Amo y señor, La viuda blanca o la Lozano Dana creó…un estilo, una manera de contar en el terreno del teleteatro. Pero para su paso al cine (al menos en esta película, que no es su filme debut ni mucho menos) se limitó a condensar ese saber de una manera vanidosa y atropellada, como si lo despreciara sin poderlo abandonar..»

Manrupe y Portela escriben:

«Intento de buceo psicológico en el que se abordan la perversidad, la homosexualidad y la hipocresía desde un gastado esquema de cine de suspenso. Los parlamentos del protagonista cubren todo el metraje y el patetismo del guion interpretado por actores secundarios carentes de talento provocan a veces risa y otras disgusto.»